# علاج معرفي سلوكي للأرق
العلاج المعرفي السلوكي للأرق هو تقنية لعلاج الأرق دون الحاجة إلى الأدوية (أو إلى جانبها). الأرق هو اضطراب نوم شائع يشمل الصعوبة في الدخول في النوم، أو الاستمرار في النوم، أو الحصول على نوم جيد. يهدف العلاج المعرفي السلوكي للأرق إلى تحسين عادات النوم وسلوكاته عبر تحديد واستبدال الأفكار والسلوكات التي تؤثر على قدرة الشخص على النوم، أو في الحصول على نوم جيد.
الخطوة الأولى في علاج الأرق باستخدام تقنية العلاج المعرفي السلوكي هي تحديد الأسباب الكامنة وراء الأرق. كأن يقيّم المصابون بالأرق أنماط نومهم، وأن يأخذوا بعين الاعتبار جميع العوامل الممكنة التي قد تؤثر على قدرة الشخص على النوم، وذلك بالاحتفاظ بدفتر يوميات لمدة أسبوعين، سيساعد دفتر اليوميات على تحديد أنماط الأفكار والسلوكات، والضغوطات، وغيرها من الأسباب التي قد تساهم في الأرق.
بعد تحديد الأسباب الكامنة المحتملة، والعوامل المساهمة في الأرق، يمكن للشخص أن يبدأ باتخاذ الخطوات اللازمة للوصول على نوم أفضل، وتشمل هذه الخطوات التحكم بالمحفّز، وعادات النوم الصحية، وتحديد ساعات النوم، والتدريب على الاسترخاء، والعلاج المعرفي، وينصح بعض الاختصاصيون بتقنية الارتجاع البيولوجي. عادة يجمع العلاج الشامل بين عدة طرق، ولا يوصى حاليًا باتباع طريقة علاج معينة على حساب الأخرى، ولا بتداخل واحد على حساب مجموعة من التداخلات المختلفة.
أظهرت أيضًا تقنية العلاج المعرفي السلوكي فعاليتها في علاج الأرق الناجم عن اضطرابات المزاج، واضطراب ما بعد الصدمة.

## مكونات العلاج المعرفي السلوكي

### التحكم بالمحفز
يهدف إلى ربط السرير بالنوم، وتحديد هذا الارتباط بسلوك محفز، عبر اتباع المصابين بالأرق مايلي:
- الذهاب إلى السرير فقط عند الشعور بالتعب.
- استخدام السرير فقط للنوم، وممارسة الجنس.
- مغادرة السرير بنفس الوقت كل صباح.
- النهوض والانتقال لغرفة أخرى إذا لم ينم الشخص خلال عشر دقائق.

### عادات النوم الصحي
تهدف إلى التحكم في البيئة والسلوكات التي تسبق النوم. وتشمل الحد من العادات التي تؤثر على النوم السليم، خاصة قبل 4-6 ساعات من الذهاب إلى الفراش، كشرب الكافيين والنيكوتين والكحول، ويوصى أحيانًا بتناول وجبة خفيفة قبل النوم، كالحليب أو زبدة الفستق، كما أن البيئة التي ينام فيها المرء، والتي تسبق النوم مباشرة مهمة جدًا، إذ ينبغي للمرضى ممارسة أنشطة تسبب الاسترخاء قبل الخلود إلى النوم، مثل القراءة والكتابة والاستماع إلى الموسيقى الهادئة، أو الاستحمام، والأهم من ذلك، الحد من الأنشطة المحفزة مثل مشاهدة التلفاز، أو استخدام الحاسوب أو البقاء في جو من الأضواء الساطعة.

### العلاج بتقييد النوم
تقييد النوم، ويُعرف أيضًا بعلاج تقييد النوم، يعتبر أصعب خطوة في العلاج، إذ ينطوي في البداية على تقييد النوم. يقضي المصابون بالأرق عادةً وقتًا طويلًا في السرير دون نوم، ما يخلق ترابطًا عقليًا بين السرير والأرق، وبذلك يصبح السرير مكانًا للإحباط  في الليل، ويصعب فيه الاسترخاء، لذلك يعتبر تقييد النوم أحد العناصر الهامة الفعالة في العلاج، ويشمل التحكم في الوقت الذي يقضيه الشخص في السرير على أساس كفاءة النوم، بهدف الحفاظ على دافع استتبابي للنوم، أي تعزيز الصلة بين السرير والنوم.
كفاءة النوم هي مقياس الوقت الإجمالي للنوم، والمقدار الفعلي للنوم الذي يستطيع المريض أن ينامه عادة، مقارنة بالوقت الذي قضاه في السرير .
كفاءة النوم = (الوقت الإجمالي للنوم/ الوقت في السرير).
- أولًا: يُقيّد الوقت في السرير بشكل لا يتجاوز فيه الوقت الإجمالي للنوم.
- زيادة الوقت في السرير بمقدار 20_30 دقيقة أسبوعيًا فقط أو إنقاصه.
- زيادة الوقت في السرير عندما تكون كفاءة النوم أكثر من 90%.
- تقليل الوقت في السرير عندما تكون كفاءة النوم أقل من 80%.

قد تستغرق هذه العملية عدة أسابيع أو أشهر لإكمالها، يعتمد ذلك على الكفاءة الأولية للنوم ومدى فعالية العلاج لكل شخص على حدة، يُعتبر النعاس في النهار من الآثار الجانبية خلال الأسبوع الأول، أو الثاني من العلاج، ولن يناسب ذلك الأشخاص الذين تتطلب أعمالهم اليقظة.
لمّا كانت العلاجات النفسية تدعي أنها لا تنطوي على آثار جانبية، فقد أظهرت الأبحاث أن علاج تقييد النوم يؤدي إلى اضطرابات نهارية، كالنعاس النهاري، والتعب، ونقص الحافز، وانخفاض الطاقة، والهياج، وتغيرات في الشهية. استقرت نتائج الاستبيانات التي تقيس الاضطرابات عبر اختبار اليقظة الحركية النفسية، ومقياس إيفورث للنعاس عند مستوى طبيعي عند المتابعة لمدة 3 أشهر.
تبيَّن أن تقييد النوم تدبير فعَّال ولكنَّه عادةً إجراء مؤقَّت لمعالجة الاكتئاب.

### التدريب على الاسترخاء
مجموعة من الممارسات التي تساعد الناس على الاسترخاء خلال اليوم، وبشكل خاص عند اقتراب موعد النوم. تعتبر مفيدة لمرضى الأرق الذين يعانون من صعوبة في الدخول في النوم، لكنه ليس واضحًا ما إذا كان مفيدًا أو لا للذين يميلون إلى الاستيقاظ في منتصف الليل، أو في الصباح الباكر جدًا. وتشمل التقنيات التنويم المغناطيسي والتصور الموجه والتأمل.

### العلاج المعرفي
العلاج المعرفي للأرق يختلف عن العلاجات الأخرى التي لا تستهدف الأرق، وبالنسبة لعلاج الأرق، يتعلق العلاج المعرفي بالتثقيف بشأن النوم، واستهداف المعتقدات والسلوكات التي أدت إلى حدوث خلل في النوم، فيسأل المعالج المعرفي عن الأساس المنطقي لهذه المعتقدات الخاطئة، ويشير إلى عيوبها، ثم يرتب لكل فرد ظروفًا محدّدة لاختبار هذه المعتقدات الخاطئة، مثلًا، يعتقد معظم الذين يعانون من الأرق أنهم سيشعرون بالتعب طوال اليوم التالي إذا لم ينالوا قسطًا كافيًا من النوم، لذا سيحاولون الحفاظ على طاقتهم بعدم التنقل، أو بأخد قيلولة، وهذه الاستجابة مفهومة، ولكنها قد تؤدي إلى تفاقم المشكلة؛ لأنها لا تولد الطاقة، وبدلًا عن ذلك، إذا حاول الشخص تنشيط نفسه عبر التنزه، والتحدث إلى صديق، والاستمتاع بما يكفي بضوء الشمس، فقد يجد أن ما اعتقده عن تخفيض صرفه للطاقة خاطئًا.
الرسائل الهامة التي يحاول المعالج إيصالها للمريض هي كالتالي:
- سيساعد امتلاك تنبؤات واقعية بشأن مدة النوم والطاقة المتوقعة لليوم التالي على مواجهة التنبؤات الخاطئة بشأن متطلبات النوم الصحية.
- لا يمكن أن نضع كل اللوم لكل حالات العجز التي يعاني منها المريض خلال النهار على الأرق (فلن تزول كل المشاكل بمجرد أن يتمكن المريض من النوم)، من المهم معرفة ذلك؛ لأنه يوضع على عاتق النوم بعض التوقعات غير الواقعية.
- لا فائدة من محاولة النوم، فبذل المزيد من الجهد لن يؤدي إلا إلى إبقاء المريض مستيقظًا.
- عدم إعطاء النوم أهمية كبيرة، إذ لا ينبغي أن يكون هو النقطة التي تدور حولها حياة المريض.
- عدم سيطرة الأفكار الكارثية على تفكير المريض بعد ليلة من عدم كفاية النوم أمر أساسي، فالأرق أمر غير سار، ولكنه ليس ضارًا بالصحة (على الأقل لفترة قصيرة).
- قد يكون من المفيد وضع استراتيجيات للتغلب على مشاكل النوم المتكررة؛ لأن المرضى الذين يعانون من الأرق يكونون أكثر عرضة لاضطرابات النوم في المستقبل.

### النية المتناقضة
النية المتناقضة هي طريقة علاجية تتضمن الطلب من المريض أن يفعل عكس ما يفعله عادة في السرير بشكل كامل، فعليه أن يبقى مستيقظًا، وأن يتجنب النوم، والهدف من هذه الطريقة هو تقليل القلق الذي قد يمنع بدء النوم، تبين أن هذه الطريقة فعالة في علاج الأرق الناجم عن صعوبة بدء النوم، ولكن قد لا تكون فعالة في الحفاظ على استمرار النوم أو الأرق المختلط.